# 奥柳达瓜
奥柳达瓜是巴西帕拉伊巴州的一个市镇。总面积596.123平方公里，总人口6886人，人口密度11.6人/平方公里。